# راولی رجیس
1 = 240px
راولی رجیسlatitudeراولی رجیسlongitudeراولی رجیس
راولی رجیس (به انگلیسی: Rowley Regis) یک منطقهٔ مسکونی در انگلستان است که در میدلند غربی واقع شده‌است.

## خصوصیات
راولی رجیس ۵۰٬۲۵۷ نفر جمعیت دارد.